# Хомутов Андрій Валентинович
Андрій Валентинович Хомутов (рос. Андрей Валентинович Хомутов; 21 квітня 1961, м. Ярославль, СРСР) — радянський і російський хокеїст, правий нападник. Головний тренер національної збірної Казахстану (2010 — 2011). Заслужений майстер спорту СРСР (1982). 

## Спортивна кар'єра
Виступав за ЦСКА (Москва) — 1980—1990, «Фрібур-Готтерон» (Швейцарія) — 1990—1999. У чемпіонатах СРСР зіграв 421 матч, закинув 197 шайб. У чемпіонатах Швейцарії — 315 матчів, 273 шайби. Після закінчення кар'єри почав працювати тренером, очолював ряд швейцарських команд. У квітні 2007 року повернувся до Росії, де очолив ХК МВС. З 16 жовтня 2009 року по 24 березня 2010 був головним тренером «Динамо» (Москва). З 24 червня 2010 року очолює «Барис» (Астана). 6 жовтня 2010 року призначений на посаду головного тренера національної збірної Казахстану.
У складі національної збірної СРСР учасник зимових Олімпійських ігор 1984, 1988 і 1992 (23 матчі, 11+12); учасник чемпіонатів світу 1981, 1983, 1985, 1986, 1987, 1989, 1990, 1993 і 1995 (84 матчі, 30+36).
Досягнення
- Олімпійський чемпіон (1984, 1988)
- Чемпіон світу (1981, 1982, 1983, 1985, 1989, 1990, 1993), срібний призер (1987) бронзовий призер (1985)
- Володар Кубка Канади (1981) срібний призер (1987)
- Чемпіон СРСР (1981, 1982, 1983, 1984, 1985, 1986, 1987, 1988, 1989); володар Кубка СРСР (1988).
- Найкращий снайпер зимових Олімпійських ігор (1984)

Нагороди
- Медаль «За трудову відзнаку» (1981)
- Медаль «За трудову доблесть» (1984)
- Орден «Знак Пошани» (1988).